# Тврђава Иф
Тврђава Иф је утврђење (касније затвор) које се налази на острву Иф, најмањем острву у архипелагу Фриул у Средоземном мору, око 1,5 км од обале, у Марсељском заливу, у југоисточној Француској. Познато је по томе што је једно од окружења авантуристичког романа Александра Диме Оца - Гроф Монте Кристо.

## Острво
Острво Иф је површине 3 ha (0,03 km²) и налази се 3,5 km западно од Старе марсељске луке. Читаво острво је јако утврђено; високи бедеми са топовским платформама надвисују литице које се стрмо уздижу из околног океана. Осим тврђаве, острво је ненасељено.

## Тврђава
„Замак“ је квадратна, троспратна зграда дугачка 28 м са сваке стране, са три куле са великим отворима за топове. Изграђен је 1524–1531. године по наређењу краља Франсоа I Валоа, који је током посете 1516. године острво видео као стратешки важно место за одбрану обале од напада са мора.
Главна војна вредност замка била је моћ застрашивања; никада није морао да се суочи са стварним нападом. Најближи испит снаге био је у јулу 1531. године, када се цар Светог римског царства Карло V припремао за напад на Марсељ. Међутим, напустио је план инвазије.
Ово је била срећа, с обзиром на слабости које је војни инжењер Себастјен ле Претр де Вобан открио у извештају 1701. године: „Утврђења изгледају попут стене, у потпуности су изведена, али врло грубо и непажљиво, са многим несавршеностима. Цела је грађена врло лоше и са мало пажње. . . Све зграде, врло грубо урађене, лоше су урађене“.
Балзамовано тело генерала Жана Батиста Клебера враћено је у Француску након атентата који је извршен над њим у Каиру 1800. године. Наполеон I Бонапарта је, плашећи се да ће његова гробница постати симбол републиканизма, наредио да тело остане у замку. Ту је остао 18 година док Луј XVIII није Клеберу приредио одговарајућу сахрану у родном Стразбуру.

## Затвор
Изоловани положај и опасне приобалне струје Дворца Иф учинили су га идеалним затвором, без могућности за бекство, врло слично острву Алкатраз у Калифорнији у новије време. Његова употреба за уклањање политичких и верских притвореника убрзо га је учинила једним од најстрашнијих и најозлоглашенијих затвора у Француској. Преко 3.500 хугенота (француски калвинисти/идентификовани хришћани) послато је у затвор Иф, као и Гастон Кремије, вођа париске комуне, који је тамо стрељан 1871. године.
Острво је постало међународно познато у 19. веку када га је Александар Дима искористио као поставку за Грофа Монте Кристо, објављеног у широј јавности 1844. године. У роману су у њему били затворени главни лик Едмонд Дантес (обичан човек који је касније купио племићку титулу грофа) и његов ментор Абе Фариа. После четрнаест година, Дантес одважно бежи из замка, постајући прва особа која је то икад учинила и преживела. У стварности се не зна да је ово ико урадио. Савремени замак одржава грубо тесану тамницу у част Дантеса као туристичке атракције.
Као што је била уобичајена пракса у то доба, према затвореницима се поступало другачије у зависности од класе и богатства. Најсиромашнији су смештани на дно, можда двадесет и више у ћелију без прозора испод замка. Међутим, најбогатији затвореници могли су да плате своје приватне ћелије горе, са прозорима, гардеробом и камином.

## Замак данас
Дворац је као затвор престао да функционише крајем 19. века. Демилитаризован је и отворен за јавност 23. септембра 1890. До њега се бродом може доћи из старе марсељске луке. Представља популарну туристичку дестинацију.
Марк Твен посетио је замак јула 1867. током вишемесечног путовања из задовољства. Своју посету препричава у својој књизи Невини у иностранству (The Innocents Abroad). Каже да га је водич одвео у затвор, који још није био отворен за јавност, и унутар ћелија, где је, како каже, био смештен  "Човек са гвозденом маском". На дворцу постоји натпис који каже: "Затвор Човека са гвозденом маском", али ово је вероватно само легенда јер славни Човек са гвозденом маском никада није био овде.
Замак Иф је на листи историјских споменика француског Министарства културе.

## У измишљеним делима
- Замак Иф је познат по томе што је једно од окружења авантуристичког романа Александра Дима „Гроф Монте Кристо“. Међутим, друге локације су коришћене за представљање Замка Иф у филмским адаптацијама дела. У адаптацији из 2002, у којој је глумио Џејмс Кавизел, замак је представљао торањ Свете Марије на Комину, најмањем насељеном острву Малте.
- Замак Иф је наслов кратке приче из 1949. године коју је написао Џек Ванс (претходно објављена као Нова тела за старе).[4]
- Тврђава је коришћена као место где се Ален Шарнијер познат као Фрог један (Фернандо Реј) састаје са Девером (Фредерик де Паскал) како би финализовао пошиљку дроге у Сједињене Државе у криминалном филму Француска веза из 1971. године.
- У епизоди "Tales of Old Dartmoor" радио-хумористичке серије The Goon Show из 1956. године, један лик је послат да посети замак Иф, као део плана за проналажење блага грофа Монте Кристо.
- У The Ruby Notebook (Рубинској бележници) Лоре Ресо, Зита и Вендел посећују Замак Иф.
- У роману Spartan Gold  (Спартанско злато) Клајва Каслера, главни ликови посећују Замак Иф као део своје потраге за скривеним благом.

## Значајни затвореници
- Шевалије Анселм (1580–? )
- Жан Серес, хугенот
- Елиас Но, хугенот
- Шевалије де Лорен, љубавник Филипа I
- Жан-Батист Шато, оптужен за довођење куге у Марсељ (око 1720 - око 1723)
- Оноре Мирабо, писац, популарни беседник и државник (1774–1775)
- Абе Фариа (1797–?); оспорава се његов боравак у дворцу
- Мишел Матје Леконт-Пираво, политичар (1815)
- Гастон Кремије, вођа Париске комуне (1871)

Супротно уобичајеном веровању, маркиз де Сад није био затвореник у замку.